# Liste des édifices labellisés « Architecture contemporaine remarquable » de la Sarthe
Cet article recense les édifices labellisés « Architecture contemporaine remarquable » de la Sarthe, en France.
Le label « Architecture contemporaine remarquable » remplace depuis 2016 l'ancien label « Patrimoine du XXe siècle ». Il ne prend en compte que des édifices de moins de 100 ans à la date de labellisation, et qui ne sont pas protégés comme monuments historiques.
Au début 2024, la Sarthe compte 9 édifices ainsi labellisés.

## Liste
| Monument                                                         | Commune         | Adresse                     | Coordonnées                        | Notice     | Date | Illustration                     |
| ---------------------------------------------------------------- | --------------- | --------------------------- | ---------------------------------- | ---------- | ---- | -------------------------------- |
| Coopérative agricole départementale de la Sarthe                 | Château-du-Loir |                             | 47° 41′ 23″ nord, 0° 25′ 00″ est   | ACR0001575 | 2018 | Image manquante Téléverser       |
| Extension de l'hôtel de ville                                    | La Flèche       | Espace Pierre-Mendès-France | 47° 41′ 46″ nord, 0° 04′ 29″ ouest | ACR0001246 | 2010 | Extension de l'hôtel de ville    |
| Chapelle de la congrégation des sœurs de la Providence de Ruillé | Le Mans         | Rue Voltaire                | 48° 00′ 39″ nord, 0° 11′ 34″ est   | ACR0001577 | 2019 | Image manquante Téléverser       |
| Église du Christ-Sauveur du Mans                                 | Le Mans         |                             | 47° 58′ 35″ nord, 0° 13′ 14″ est   | ACR0001579 | 2019 | Église du Christ-Sauveur du Mans |
| Église Saint-Bernard des Sablons                                 | Le Mans         |                             | 47° 59′ 25″ nord, 0° 13′ 23″ est   | ACR0001580 | 2019 | Église Saint-Bernard des Sablons |
| Église Saint-Liboire du Mans                                     | Le Mans         |                             | 48° 01′ 03″ nord, 0° 11′ 03″ est   | ACR0001578 | 2019 | Image manquante Téléverser       |
| Église Sainte-Thérèse du Mans                                    | Le Mans         |                             | 47° 58′ 10″ nord, 0° 12′ 23″ est   | ACR0001576 | 2019 | Image manquante Téléverser       |
| Galeries Lafayette (anciennement Aux Dames de France)            | Le Mans         | 17 rue des Minimes          | 48° 00′ 10″ nord, 0° 11′ 50″ est   | ACR0001248 | 2012 | Image manquante Téléverser       |
| Zara (anciennement Aux Dames de France)                          | Le Mans         | 33 rue des Minimes          | 48° 00′ 07″ nord, 0° 11′ 52″ est   | ACR0001249 | 2012 | Image manquante Téléverser       |